# Сухонен, Алпо
А́лпо Су́хонен (фин. Alpo Suhonen; род. 17 июня 1948, Валкеакоски, Турку-Пори) — финский хоккеист и хоккейный тренер, член Зала хоккейной славы Финляндии с 2004 года. В составе клуба «Эссят» — чемпион Финляндии 1971 года. В качестве тренера привёл сборную Финляндии среди юниоров к званию чемпионов Европы 1978 года, а клуб «Клотен Флайерз» — к титулу чемпионов Швейцарии 1995 и 1996 годов. С 1982 по 1986 годы главный тренер национальной сборной Финляндии, в сезоне 2000/01 был главным тренером клуба «Чикаго Блэкхокс», став первым европейским тренером на таком посту в НХЛ.

## Спортивная карьера
Алпо Сухонен, сын коммивояжёра, начал свою хоккейную карьеру в 14 лет и в 17-летнем возрасте уже играл в высшей лиге чемпионата Финляндии. За годы выступлений в командах высшей лиги Сухонен, игравший на позиции левого нападающего, провёл 103 матча, забросив 25 шайб и сделав 13 результативных передач. Большую часть игровой карьеры он выступал за клубы из Пори — сначала «Кархут», а затем «Эссят», с которым в 1971 году стал чемпионом Финляндии, один сезон также отыграв за «Йокерит». Концовку игровой карьеры Сухонен отыграл за клуб ФПС из Форссы, где он учился на журналиста. Его клуб каждый год поднимался в следующий дивизион чемпионата Финляндии, пока не достиг высшей лиги; к этому времени Сухонен стал играющим тренером ФПС, а с 1975 года занял пост главного тренера клуба.
В 1976 году молодой тренер ФПС был приглашён в национальную сборную Финляндии на должность помощника главного тренера, а в следующем году возглавил юниорскую сборную страны. В 1978 году финны, принимавшие юниорский чемпионат Европы, впервые за историю этого турнира стали его победителями. В команде, возглавляемой Сухоненом, которому в это время и самому было только 29 лет, выделялся будущий лидер финского хоккея — 17-летний Яри Курри, забросивший решающую шайбу во втором овертайме последнего матча чемпионата в ворота сборной СССР. На следующий год он стал первым иностранцем на посту главного тренера клуба «Амбри-Пиотта» в швейцарской Национальной лиге «А». Затем он тренировал финскую команду «СайПа» и швейцарский «Цюрих», совмещая эти должности с работой с юниорской сборной Финляндии.
В 1982 году на чемпионате мира среди молодёжных команд сборная Финляндии под руководством Сухонена завоевала бронзовые медали. В 1982 году Сухонен был назначен на пост главного тренера национальной сборной Финляндии, который занимал до 1986 года. За это время финская команда одержала 30 побед при 11 ничьих и 45 поражениях. Отработав ещё несколько лет в Финляндии и Швейцарии, Сухонен отправился за океан — вначале как главный тренер команды АХЛ «Монктон Хокс», а потом как помощник главного тренера клуба НХЛ «Виннипег Джетс», где провёл два года.
В 1995 и 1996 годах Сухонен дважды выиграл чемпионат Швейцарии с клубом «Клотен Флайерз», а в 1997 году вернулся в Северную Америку, став главным тренером команды Международной хоккейной лиги «Чикаго Вулвз». Оттуда он вторично перешёл в НХЛ, заняв пост помощника тренера «Торонто Мейпл Лифс».
В 2000 году Майк Смит, работавший с Сухоненом как в Виннипеге, так и в Торонто, а в тот момент бывший директором по спортивным операциям клуба НХЛ «Чикаго Блэкхокс», предложил Сухонену занять в этой команде пост главного тренера. Таким образом, Сухонен, буквально на несколько недель опередив чеха Ивана Глинку, возглавившего «Питтсбург Пингвинз», стал первым европейским тренером, назначенным на должность главного тренера в клубе НХЛ (но не первым рождённым в Европе: Иоганнес (Джонни) Гоцелиг, в 1940-е годы возглавлявший «Чикаго», вырос в США, но родился в Российской империи). Сухонен стал пятым за два года тренером «Ястребов», последние три сезона не попадавших в плей-офф Кубка Стэнли.
Работа Сухонена с «Чикаго» завершилась незадолго до окончания регулярного сезона 2000/01. За семь игр до конца года тренер, чей клуб в четвёртый раз подряд не попал в плей-офф, объявил об уходе в отставку из-за проблем с сердцем — тесты показали, что у него закупорена одна из артерий. Возвратившись в Европу, Сухонен тренировал клубы Финляндии, Швейцарии и Словакии, а в начале второго десятилетия XXI века был назначен спортивным директором Федерации хоккея Австрии и генеральным менеджером сборной этой страны. В 2016 году он также возглавил сборную Австрии в качестве главного тренера, но после неудачных выступлений команды в отборочном турнире Олимпиады-2018 его уже осенью сменил швейцарец Роджер Бадер. В 2004 году его имя было внесено в списки Зала хоккейной славы Финляндии.

## Прочая деятельность
Помимо хоккея, Алпо Сухонен активно участвует в культурной и общественной жизни. Он был организатором джазовых фестивалей в Пори, а в начале 1990-х на два года оставил хоккей, чтобы занять должность директора городского театра Турку. Он пробовал себя в режиссуре, поставив на финском языке «Кошку на раскалённой крыше» Теннесси Уильямса, консультировал художественный фильм «Ледоколы» и баллотировался в 1999 году в Европарламент от Финляндии от «зелёных». Любовь Сухонена к джазу нашла отражение в его наставлениях молодым игрокам; по словам Сакари Салминена, его тренер любил говорить: «Нужно не только по нотам играть, как в классической музыке, нужно импровизировать».